# Condado de los Molares
El condado de los Molares es un título nobiliario español, de Castilla. Fue creado en 1476 por la reina Isabel la Católica en favor de Per Afán de Ribera, III adelantado mayor y notario mayor de Andalucía, señor de los Molares, Cañete, El Coronil y las Aguzaderas, y de la casa de Ribera. Este señor había muerto veinte años antes del otorgamiento del condado, pero es quien figura como concesionario en la Real Carta de creación, ya fuera por error de la cancillería o por voluntad de la soberana de agraciarle con esta merced a título póstumo. Por entonces, el poseedor de su casa, oficios y estados era su nieto Francisco Enríquez de Ribera, V adelantado de Andalucía, a quien se considera el III conde de los Molares.
El concesionario era nieto de otro Per Afán de Ribera, el Viejo, I adelantado perpetuo de Andalucía y I señor de los Molares.
La denominación alude a la villa y municipio andaluz de Los Molares, en el reino y actual provincia de Sevilla.

## Condes de los Molares
- Per Afán de Ribera, I conde de los Molares;
- Beatriz de Ribera y Mendoza, II condesa de los Molares;
- Francisco Enríquez de Ribera, III conde de los Molares;
- Fadrique Enríquez, IV conde de los Molares, I marqués de Tarifa;
- Per Afán de Ribera y Portocarrero, V conde de los Molares, Virrey de Cataluña;
- Fernando Enríquez, VI conde de los Molares, II duque de Alcalá de los Gazules;
- Fernando Afán de Ribera y Enríquez, VII conde de los Molares, Virrey de Cataluña;
- María Enríquez, VIII condesa de los Molares;
- Ana María Enríquez de Ribera y Portocarrero, IX condesa de los Molares;
- Juan Francisco Tomás de la Cerda, X conde de los Molares, VIII duque de Medinaceli;
- Luis Francisco de la Cerda y Aragón, XI conde de los Molares, X duque de Cardona;
- Nicolás Fernández de Córdoba, XII conde de los Molares;
- Luis Antonio Fernández de Córdoba y Spínola, XIII conde de los Molares, marqués de Priego;
- Pedro de Alcántara Fernández de Córdoba y Moncada, XIV conde de los Molares;
- Luis María de la Soledad Fernández de Córdoba y Gonzaga, XV conde de los Molares;
- Luis Joaquín Fernández de Córdoba, XVI conde de los Molares;
- Luis Tomás de Villanueva Fernández de Córdoba y Ponce de León, XVII conde de los Molares;
- Luis Fernández de Córdoba y Pérez de Barradas, XVIII conde de los Molares;
- Luis Jesús Fernández de Córdoba y Salabert, XIX conde de los Molares;
- Victoria Eugenia Fernández de Córdoba y Fernández de Henestrosa, XX condesa de los Molares;
- Victoria Elisabeth de Hohenlohe-Langenburg y Schmidt-Polex, XXI condesa de los Molares.